# Uunartoq

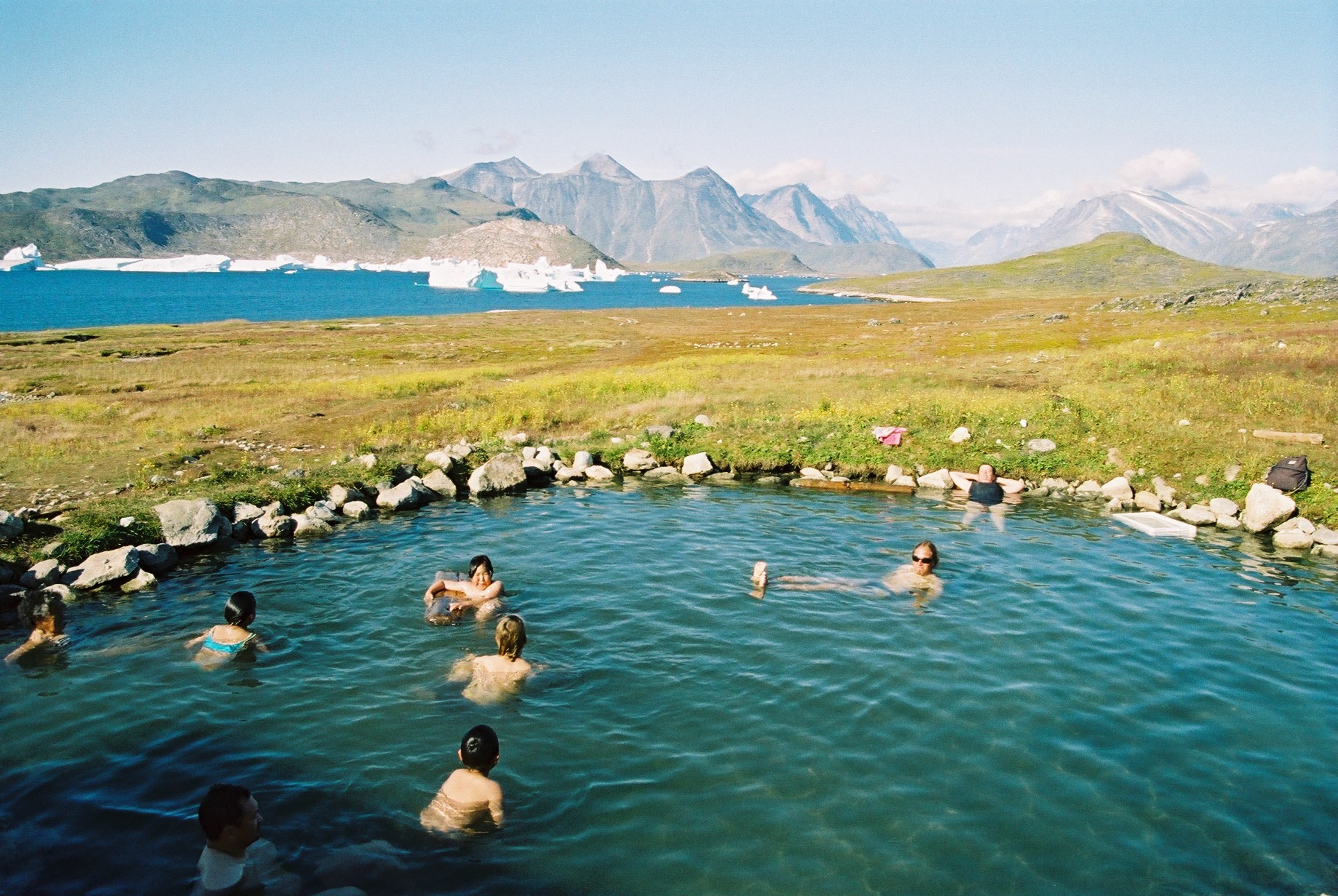
Aguas termales en Uunartoq.

Uunartoq es una localidad en la municipalidad de Kujalleq, en el sur de Groenlandia. Se ubica en la isla de Uunartoq, cercana a la localidad de Alluitsup Paa y está a 40 m sobre el nivel del mar. 
Es conocida como un destino turístico por sus fuentes hidrotermales con temperaturas entre 34 y 38 grados Celsius.
En esta isla se pueden encontrar las ruinas de asentamientos anteriores de finales del siglo XVIII y comienzos del siglo XIX. También existen las ruinas de un convento cercano a las fuentes de aguas termales, construido posterior a la cristianización de Groenlandia, alrededor del año 1000.

## Lectura recomendada
- Vebœk, C. L. The Church Topography of the Eastern Settlement and the Excavation of the Benedictine Convent in Uunartoq Fjord. Copenhagen: Kommissionen for Videnskabelige Undersøgelser i Grønland, 1991. ISBN 87-17-06236-5

- Datos: Q1569332
- Multimedia: Uunartoq / Q1569332